# Un millón para el mejor
Un millón para el mejor fue un concurso español estrenado el 8 de enero de 1968 en TVE y que se mantuvo en pantalla hasta el verano 1969.
En los años 60 el premio máximo que ofrecía el programa, un millón de pesetas, causó un gran revuelo en la sociedad española. El conductor de la primera etapa del concurso fue Joaquín Prat, conocido por sus anteriores trabajos en la radio, pero sin presencia destacada en la televisión hasta la emisión de este programa. Un año más tarde, fue sustituido por José Luis Pécker.
Fue considerado por el Grupo Joly uno de los cien mejores programas de la historia de la televisión en España.

## Presentadores
- Joaquín Prat (primera época)
- José Luis Pécker (segunda época)

## Concursantes
El ganador de la final del concurso, que tenía como objetivo otorgar definitivamente un millón de pesetas a alguno de los concursantes que obtuvieron al menos 500.000 pesetas en la fase de participación individual, fue el catalán, licenciado en Ciencia Físicas, Javier Mateu.
En una época en la que solamente existían dos canales de televisión en España, todo lo que se emitía por la pequeña pantalla provocaba una enorme repercusión en el país, y algunos de los concursantes que participaron en el concurso, alcanzaron también la fama a nivel nacional. Entre ellos, Rafael Canalejo, alcalde de la localidad de Belmez, Mercedes Carbó, conocida como "La mamá del millón" - que manifestó que había concursado para dar a conocer la problemática de la disminución mental que padecía su hija, lo que le granjeó las simpatías del público - Paco Ruiz, apodado "El ye-ye del millón" y que emprendió una breve carrera artística y Rosa Zumárraga Zunzunegui, que superó la prueba de cambiar la rueda de un coche en menos de 5 minutos.

## En Chile
En Chile se emitió por Canal 13 entre 1977 y 1979, con el auspicio de la Compañía General Financiera S.A., y conducido por Javier Miranda. El programa consistía en ocho concursantes, cada uno con un tema específico, sobre el cual eran evaluados por un jurado en el que se encontraban Luis Capurro, Jorge Dahm y Alfonso Stephens.
Además de esto, cada semana se presentaban dos preguntones previamente seleccionados, quienes realizaban diversas preguntas a Dahm sobre un creador o personaje que este dibujaba. Dahm contestaba Sí o No. En este último caso, el concursante perdía el turno y su compañero pasaba a preguntar. Cada uno de ellos recibía mil pesos de la época por cada Sí que Dahm daba. El público también podía hacerles preguntas a los jurados, y los concursantes elegían a la más interesante. El público debía enviar por correo postal el personaje que creían que Dahm había dibujado. Quien acertase, ganaba 25.000 pesos. 
Por otro lado, a tres concursantes les preguntaba un interrogador en off, y los que tuviesen mejor rendimiento eran seleccionados para una nueva Carrera por el millón. El programa terminó abruptamente, cuando en 1979 se acusó a Stephens de hacer un pacto con un concursante a cambio de recibir la mitad del premio que le ofrecían, por lo cual el canal decidió demandarlo por estafa. Al parecer más tarde salió absuelto de estos cargos que podrían haber tenido causas políticas.
El programa ha sido reemitido por Rec TV, canal de reposiciones de Canal 13.